# Triphyllus pubescens
Triphyllus pubescens is een keversoort uit de familie boomzwamkevers (Mycetophagidae). De wetenschappelijke naam van de soort werd in 1909 gepubliceerd door Thomas Broun.